# Gustavia hexapetala
Gustavia hexapetala o palo de muerto es una especie de árbol del género Gustavia de la familia Lecythidaceae, es propio de los bosques húmedos del Amazonas, sin embargo también puede ser hallado en la Cordillera Andina y la Serranía del Perijá, el epíteto hexapetala hace mención a los seis pétalos de su flor. Henri Pittier comenta que cuando se descompone su tronco desprende un olor putrefacto, de allí su nombre "Flor de muerto". Se propaga por semillas, sirve como ornamental.

## Descripción
Es un árbol bastante frondoso, de hasta 13 metros de alto, con tronco cilíndrico de corteza suave. Hojas simples, muchas veces coriáceas, las flores son blancas, muy olorosas, soliterias, estambres muy numerosos, los frutos son pixidios, indehiscentes, de color amarillo o anaranjado. Estos frutos son muy apreciados por la fauna silvestre.